# Katenoid
Katenoid (iz latinske besede catena, kar pomeni veriga) je trirazsežna ploskev, ki se nastane z vrtenjem verižnice okrog osi z.
Katenoid je prva odkrita minimalna ploskev. Odkril jo je leta 1741 švicarski matematik, fizik in astronom Leonhard Euler (1707 – 1783). Da je katenoid minimalna ploskev, je leta 1776 dokazal tudi Mongeev učenec Jean Baptiste Meusnier. Znani sta samo dve minimalni ploskvi: to sta ravnina in katenoid. Katenoid je tudi edina minimalna ploskev, ki nastane z vrtenjem neke krivulje. 
Katenoid se lahko definira z naslednjimi tremi parametričnimi enačbami:
{\displaystyle x(u,v)=c\operatorname {ch} \,{\frac {v}{c}}\cos u\!\,,}
{\displaystyle y(u,v)=c\operatorname {ch} \,{\frac {v}{c}}\sin u\!\,,}
{\displaystyle z(u,v)=v\!\,,}
kjer je:
- {\displaystyle u\,} realni parameter
- {\displaystyle v\,} realni parameter
- {\displaystyle c\,} neničelna realna konstanta
- {\displaystyle \operatorname {ch} \,(u)} hiperbolični kosinus
- {\displaystyle \cos(u)\,} trigonometrična funkcija kosinus
- {\displaystyle \sin(u)\,} trigonometrična funkcija sinus

V cilindričnih koordinatah je to:
{\displaystyle \rho =c\operatorname {ch} \,{\frac {z}{c}}\!\,,}
kjer je:
- {\displaystyle c\,} neničelna realna konstanta

Katenoid nastane tudi iz helikoida brez raztegovanja (glej animacijo na desni).